# 亮毛蕨
亮毛蕨（学名：Acystopteris japonica）为冷蕨科亮毛蕨属下的一个种。

## 扩展阅读
- 維基物種上的相關：亮毛蕨